# Minuskuł 41
Minuskuł 41 (wedle numeracji Gregory—Aland) – rękopis Nowego Testamentu pisany minuskułą na pergaminie w języku greckim z XI wieku. Przechowywany jest w Paryżu.

## Opis rękopisu
Kodeks zawiera tekst czterech Ewangelii, na 224 pergaminowych kartach (30,7 cm na 23,6 cm).
Tekst rękopisu pisany jest jedną kolumną na stronę, w 31 linijek na stronę.
Tekst Ewangelii dzielony jest według κεφαλαια (rozdziały), których numery umieszczono na marginesie. W górnym marginesie umieszczono τιτλοι (tytuły) do rozdziałów.

## Tekst
Grecki tekst Ewangelii reprezentuje bizantyjską tradycję tekstualną. Aland zaklasyfikował go do kategorii V.

## Historia
Paleograficznie rękopis datowany jest przez INTF na wiek XI. Rękopis został sporządzony na górze Athos.
Johann Jakob Wettstein wciągnął go na listę rękopisów Nowego Testamentu.
Rękopis badał Bernard de Montfaucon, Scholz oraz Paulin Martin.
Obecnie przechowywany jest we Francuskiej Bibliotece Narodowej (Coislin Gr. 24) w Paryżu.